# 元麗
元麗（460年代？—？），字寶掌，河南郡洛阳县（今河南省洛阳市东）人，追尊魏景穆帝拓跋晃之孙，外都大官、济阴宣王拓跋小新成之子，北魏宗室、官员，封淮阴县开国侯。

## 生平
元丽担任荥阳郡太守时，因为任性发酒疯，荥阳郡丞辛琛经常劝谏。元丽后来喝醉酒，总是命令关上阁楼，说：“别让郡丞进来。”太和十九年（495年），魏孝文帝元宏南征，元丽也随同出征。正月，平南将军王肃和左将军元丽大败南齐军队，俘虏了南齐宁州刺史董蛮。
元丽后官至宗正卿、右卫将军，後升任光祿勳，宗正卿、右卫将军如故。正始初年，魏宣武帝元恪下诏尚书省、门下省在金墉城中书外省讨论制定国家律令，尚书殿中郎袁翻、门下录事常景、门下录事孙绍、廷尉监张虎、律博士侯坚固、治书侍御史高绰、前军将军邢苗、奉车都尉程灵虯、羽林监王元龟、尚书郎祖莹、尚书郎宋世景、员外郎李琰之、太乐令公孙崇等人参与，又命令太师彭城王元勰、司州牧高阳王元雍、中书监京兆王元愉、前青州刺史刘芳、左卫将军元丽、兼将作大匠李韶，国子祭酒郑道昭，廷尉少卿王显也参与这件事。
正始三年（506年）正月，北魏秦州屠各王法智聚集两千人反叛，推举秦州主簿吕苟儿为首领，改年号为建明，设置百官，攻打围困北魏州郡。泾州人陈瞻也聚集部众亦聚众自己称王，年号圣明元年。二月戊午（506年4月1日），魏宣武帝下诏以元丽为使持节、都督、秦州刺史，与李韶、别驾杨椿等人前往讨伐。平西将军、梁州刺史李焕派部下石长乐从麦积崖前往救援，正遇到元丽的部队到达，于是一起参与平乱。吕苟儿率领部众十万多人驻守在孤山，占据各处险要，围困逼近州城。元丽出击，将吕苟儿打得大败，就进军水洛，敌军迎战，六月乙巳（506年7月17日），元丽夜晚出击打败他们，代理秦州刺史李韶在孤山击败吕苟儿，乘胜追击三十里，俘获了他的父母、妻子儿女，斩杀吕苟儿部下称王者王法智等五人，斩首六千，其他的人相继归附投降，各个城市的围困贼寇也全部逃散。七月庚辰（506年8月21日）吕苟儿率领他的王公三十余人拜谒元丽请罪。杨椿又斩杀了陈瞻。元丽趁着平定贼寇的声威，掳掠良民七百多人，魏宣武帝元恪嘉奖他的功劳，诏令有关部门不准追究。
元丽担任雍州刺史时，行政严厉残酷，管理民众怨恨他。元丽的夫人崔氏生下一个男孩，元丽就放出雍州狱中没有申报到台阁的死刑犯和流放犯，一时之间把他们全部赦免了。元丽后转任冀州刺史，入朝担任尚书左仆射，魏宣武帝问他说：“听说您在州中，杀戮不讲道理，冤屈不止一例，又大杀佛教徒。”元丽回答说：“臣在冀州大约杀掉佛教徒二百多人，哪里算得上多？”魏宣武帝说：“一物不得其所，就好像掉进护城的城壕中，何况杀死二百佛教徒却说不多？”元丽脱帽谢罪，魏宣武帝赐他就坐。元丽去世后，谥号威。

## 济阴王夺爵事件
元丽的哥哥元郁因为贪污被赐死，济阴王的封爵被削除。景明三年（502年），元丽的侄子元诞向朝廷申诉说，伯父元郁前朝的封爵，只是因为他年长才袭封，因为犯罪而被削除。爵位是因为错误才由元郁继承，现在承袭应该回归正嫡。当时元丽受到于氏的亲近宠信，于是超过原本的继承人元弼将济阴王的爵位授予元诞。皇帝下诏以元诞是元偃正妻的儿子，册立为嫡孙，可准许继承爵位，以继承祖先的功业。胡鸿根据出土墓志指出，元诞弟弟元瓒的夫人于昌容出自于氏家族，于氏家族亲信宠爱元诞一支，而于氏家族受到朝廷亲信宠爱，所谓“夺爵”，不是元诞夺取元弼的爵位，而是元诞通过于劲当权的时机，重新获得了本支已经被削夺的封爵。而元丽曾任右卫将军，是领军的直接下属，可能结交于氏，安排了元瓒和于昌容的婚事，进而利用于氏的权力，授意元诞要回封爵。

## 家庭

### 兄弟姐妹
- 元郁，北魏开府、徐州刺史、济阴康王
- 元偃，北魏太中大夫、始平顺侯

### 夫人
- 崔氏，曾与元丽堂弟元钦通奸[32][33]

### 子女
- 元顯和，北魏徐州安东府长史
- 元挺，光州刺史[1]